# Narváez (episodio nacional)
Narváez es la segunda novela de la cuarta serie de los Episodios nacionales de Benito Pérez Galdós escrita en  de 1902 y publicada ese mismo año. Toma su nombre de Ramón María Narváez, presidente del consejo de ministros y cabeza del partido moderado durante el reinado de Isabel II de Borbón.

-¿Qué idea tiene usted de Narváez? -le pregunté yo-. ¿Cree que si se presenta al General con carta o recadito de mi hermana, pidiéndole un destino, le recibirá bien, o te dará un sofión, que bien podría ser un par de palos?

-Señor -replicó Jerónimo prontamente-, creo que me dará los palos... y después de los palos el destino que se le pida.
-Vamos, que no le falta penetración. ¿Ha visto a Narváez alguna vez?
-No, señor; pero por lo que oí contar de ese sujeto, tocante a sus guerras y a la política, he venido a conocer que el hombre es fuerte y bueno, que pega y favorece.
-¡Sopla, sopla, que vivo te lo doy! -dijo el Cura sacudiéndose los dedos como quien se ha quemado-. Pues no afila poco el tío. Basta de examen y démosle la borla de doctor in utroque. Váyase pronto a Madrid, alforjero, que si no le falta alguna cualidad de las que son precisas para vivir entre gentes, pronto encontrará su acomodo... Y como los hijos salgan al papá, no es floja la plaga que va a caer sobre la Administración Pública.
-Y si conforme llega cansado y viejo -observó mi madre-, llegara en la flor de la edad, lo que es este se metía en el bolsillo a todo el Madrid pretendiente.

-No me hagan mofa, señora y caballeros. No es sino que por luengos años estudié en el mejor libro del mundo, que es la tierra. Sé cómo viene el fruto, y cómo se pierde; sé que una cosa es sembrarlo y otra comerlo, y de dónde salen las manos que cogen lo que no sembraron. Pues con estas lecciones y experiencias, y con la continua desgracia, que a los más torpes nos hace abrir el ojo, acaba uno por saber más que Merlín».
Capítulo VIII, (Galdós, 1902)

Galdós, como ya hizo en el primer episodio de esta cuarta serie, cede la palabra a José García Fajardo, que a través de una especie de diario novelado mezcla sus peripecias personales con una panorámica del devenir histórico en el Madrid de 1849 y retratos de personajes reales, como este de la reina Isabel en una entrevista que le concede a Fajardo.

La Reina estaba en pie. Junto a la mesa central hojeaba un álbum que me pareció de paisajes de Italia. A mi reverencia correspondió con una sonrisa, dejando con desdén el álbum; sentose, señalándome una silla frontera, y me miró. Creí que su mirada medía mi talla, y que sus ojos penetraban en los míos. Vestía un traje blanco con motitas, muy ligero y elegante. Advertí sus formas llenas, redondas, contenidas dentro de la más perfecta esbeltez. «¿Qué te parece -me dijo-, la vida en el Real Sitio? ¿Verdad que es un poco triste?... ¿Sabes que han venido a invitarme para que vaya a Madrid a ver una lucha de fieras? ¿La has visto tú?». Contestele que todo se reduce a echar a pelear un toro con un tigre, y a poner un rinoceronte gordo delante de un león flaco. Opinaba yo que Su Majestad no se divertiría mucho en este ejercicio. «No sé si determinarme a ir a ver eso -prosiguió en un tonillo de dubitación tediosa-. Mamá y el Rey quieren ir... Ya les he dicho que vayan ellos... ¿Y tú estás contento aquí?... Lo dudo: ¡en Madrid os divertís tanto los jóvenes! Madrid es muy bonito, y a mí me gusta mucho. ¡Qué poco vale la ópera que acá tenemos! Anoche fui a oír el Macbeth, y francamente, me indigné viendo la facha con que entran los espectros de Banquo y Duncan en el banquete. Yo recordaba los gigantones del Corpus... Y luego, lady Macbeth con su ronquera en el brindis y los tambaleos que hace para soltar la voz, me parecía que brindaba con Peleón... Aquí es gran tontería traer espectáculos... Paseos, excursiones, cacerías, son lo más propio... Y las cacerías no creas que me hacen a mí mucha gracia. No me gusta matar ni ver matar a un pobrecito conejo, que sale a buscarse la vida por el campo... ¿Te gusta a ti la caza? Dicen que es imagen de la guerra. Una y otra me son antipáticas; y para que veas si tengo yo desgracia: desde muy niña no oigo hablar más que de guerras. ¡Guerras por mí, que es lo que más me duele!... y luego revoluciones y trapisondas...».
Capítulo XXVI, (Galdós, 1902)

También incluye este episodio el efímero ministerio del conde de Clonard, que por lo efímero de mandato se conocería como “ministerio relámpago”.